# Вилчеле (Тиргу-Окна, Бакеу)
Вилчеле (рум. Vâlcele) — село у повіті Бакеу в Румунії. Адміністративно підпорядковане місту Тиргу-Окна.
Село розташоване на відстані 211 км на північ від Бухареста, 39 км на південний захід від Бакеу, 121 км на південний захід від Ясс, 147 км на північний захід від Галаца, 104 км на північний схід від Брашова.

## Населення
За даними перепису населення 2002 року у селі проживали 1266 осіб, усі — румуни. Усі жителі села рідною мовою назвали румунську.